# Distretto di Cerro Colorado
Il distretto di Cerro Colorado è un distretto del Perù nella provincia di Arequipa (regione di Arequipa) con 113.171 abitanti al censimento 2007 dei quali 112.609 urbani e 562 rurali.
È stato istituito il 26 febbraio 1954.